# David Ruhnken

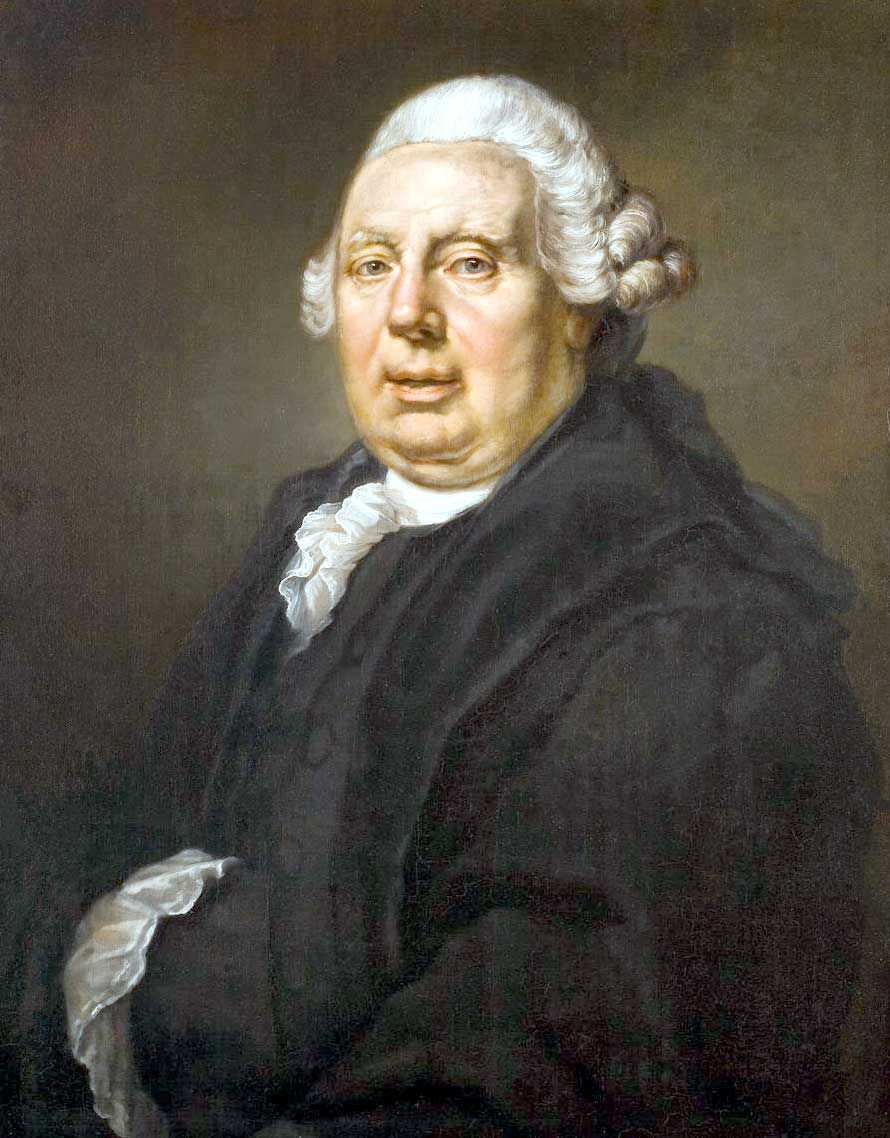
David Ruhnken

David Ruhnken (* 2. Januar 1723 in Bedlin bei Stolp, Pommern; † 14. Mai 1798 in Leiden) war ein deutsch-niederländischer Gelehrter und Bibliothekar der Universitätsbibliothek Leiden.

## Leben
In seiner frühen Kindheit wuchs David Ruhnken auf dem Gut Wintershagen, nicht weit entfernt von  Stolpmünde,  in Hinterpommern auf, wo sein Vater, Hans Christian Ruhnken,  1725 Gutsverwalter geworden war. Die Eltern waren evangelisch, der Vater reformiert, die Mutter, eine geborene Maria Gäske (oder Geschke), lutherisch. Ruhnken folgte dem Bekenntnis seines Vaters. Nachdem er dort die Grundschule besucht hatte und auch von dem Dorfpfarrer Martin Lenz unterrichtet worden war, schickten ihn seine Eltern  auf die  Stadtschule in Schlawe, wo sie Verwandte hatten. Von dort aus wechselte er Ostern 1739 zum  Collegium Fridericianum in Königsberg (Preußen).  Am Fridericianum gehörte er zum engeren  Freundeskreis um Immanuel Kant und Johann Cunde. Cunde kannte er bereits von der gemeinsamen Schulzeit in Stolp her. Ruhnkens Eltern hatten ihn für den Kirchendienst bestimmt, er wandte sich jedoch nach zwei Studienjahren an der Universität Wittenberg der Wissenschaft zu. In Wittenberg lebte Ruhnken in enger Freundschaft mit den Professoren Johann Daniel Ritter und Johann Wilhelm von Berger. Ihnen verdankte er die gründliche Ausbildung in alter Geschichte und römischer Altertumskunde und Literatur. Von ihnen lernte er einen reinen und klaren lateinischen Stil. In Wittenberg belegte Ruhnken auch Vorlesungen in Mathematik und römischem Recht.
Das einzige, was ihn von Wittenberg weg trieb, war sein Wunsch, die griechische Literatur zu studieren. Weder in Wittenberg noch an irgendeiner anderen deutschen Universität wurde Griechisch zu dieser Zeit ernsthaft betrieben, außer im Zusammenhang mit der Bibel und den frühen Kirchenvätern. Friedrich August Wolf war der Begründer der griechischen Forschung in Deutschland, und Richard Porsons Spott, dass „the Germans in Greek are sadly to seek“ seien, hatte einen wahren Kern.
Der Status des Griechischen in Deutschland war 1743 so geartet, dass die führenden Köpfe Johann Matthias Gesner und Johann August Ernesti waren. Ruhnken wurde von seinen Wittenberger Freunden geraten, die Universität Leiden zu besuchen, wo, angeregt von Richard Bentley, der große Gelehrte Tiberius Hemsterhuis die einzige echte Griechischschule auf dem Kontinent seit den Tagen eines Joseph Justus Scaliger und Isaac Casaubon gegründet hatte.
Hemsterhuis und Ruhnken schlossen enge Freundschaft, die von Ruhnkens Ankunft in Leiden 1743 bis zu Hemsterhuis’ Tod 1766 hielt. Nach wenigen Jahren bereits war klar, dass Ruhnken und Valckenaar die beiden Schüler des großen Meisters waren, an die seine Nachfolge fallen musste. Als seine Reputation wuchs, wurden manche Anstrengungen unternommen, Ruhnken zurück nach Deutschland zu holen, aber nachdem er sich in Leiden niedergelassen hatte, verließ er die Niederlande nur noch für eine einjährige Reise nach Paris, um dort die Bibliotheken zu durchwühlen (1755).
1757 wurde Ruhnken als Hemsterhuis’ Assistent mit Vorlesungen in Griechisch betraut, 1761 folgte er Oudendorp als Professor für Latein mit dem Titel eines ordentlichen Professors für Geschichte und Rhetorik. Diese Beförderung erregte den Unwillen einiger gebürtiger Niederländer, die sich selbst eher auf dem Lehrstuhl sahen. Ruhnkens Verteidigung war die Publikation einiger Arbeiten über lateinische Literatur, die die Rivalen in den Schatten stellten und verstummen ließen.
1766 übernahm Valckenaar Hemsterhuis’ Lehrstuhl, was der Freundschaft zwischen den beiden bis zu Valckenaars Tod 1785 keinen Abbruch tat. Sie überstand auch die gemeinsame Kandidatur für das in Leiden wichtige Amt des Universitätsbibliothekars, die Ruhnken für sich entschied. Zudem beteiligte sich Ruhnken auch an den organisatorischen Aufgaben der Leidener Hochschule und war 1767/68 Rektor der Alma Mater. Ruhnkens späte Jahre wurden durch häusliches Unglück überschattet und durch politische Aufregungen, die nach dem Ausbruch des Kriegs mit England 1780 die Niederländer ununterbrochen erregten, und die Universität Leiden an den Rand der Auflösung brachte.
Ruhnken war in keiner Weise Einsiedler oder Pedant. Er sah gut aus, hatte angenehme Umgangsformen und eine offene anspruchslose Persönlichkeit. Er war kontaktfreudig und kümmerte sich nicht um soziale Ränge. Seine Biographen sagen von ihm, dass er in seinen frühen Tagen wusste, wie er den Sirenen opfern könne, ohne an den Musen zum Verräter zu werden. Leben an der frischen Luft war ihm angenehm; er liebte den Sport, widmete ihm zeitweise zwei oder drei Tage in der Woche. Gegenüber anderen Gelehrten war Ruhnken großzügig und würdevoll, gewährte freizügig Unterstützung und trat Angriffen meistens mit einem Lächeln entgegen.
In der Wissenschaft nimmt er als Verbindungsglied zwischen Bentley und den heutigen Forschern eine wichtige Stelle auf dem Europäischen Kontinent ein. Hemsterhuis’ Geist und seine Ziele wurden ihm anvertraut und von ihm treu erhalten. Er erweiterte stark den Kreis derjenigen, die Geschmack und Präzision der klassischen Forschung wertschätzten, und half kräftig bei der Emanzipation des Griechischen von der Theologie; es darf aber auch nicht vergessen werden, dass er als erster in neuerer Zeit sich traute, Platon den Händen der professionellen Philosophen zu entreißen – Männern, die vermessen genug waren, die antiken Texte zum Teil ganz ohne Kenntnis der Originalsprache zu interpretieren.
Im Alter von 75 Jahren starb David Ruhnken am 14. Mai 1798 in Leiden.

## Werke
Ruhnken befasste sich ausgiebig mit der Geschichte der griechischen Literatur, besonders der Literatur der Redner, mit den Homerischen Hymnen, den scholia oder Platon und den griechischen und römischen Grammatikern und Rhetorikern. Eine zu seiner Zeit berühmte Entdeckung war, dass im Text des Werkes von Apsines über Rhetorik ein großes Stück von Longinus eingebettet war. Der moderne Blick auf die Schriften, die Longinus zugeschrieben werden, haben das Interesse an dieser Entdeckung reduziert, ohne das Verdienst darum zu schmälern.
Originalausgaben
- Diss. I et II de Galla Placidia Augusta. Wittenberg 1743
- Epistola critica I in Homeridarum hymnos et Hesiodum, ad L. G. Valckenarium. Leiden 1749
- Epistola critica II in Callimachum et Apollonium Rhodium, ad J. A. Ernestium. Leiden 1752  (Siehe später Homeri Hymnus etc.)
- Thalelaei, Theodori, Stephani, Cyrilli, aliorumque ICtorum Graecorum Commentarii in Tit. D. et Cod. de Postulando, s. de Advocatis Gr. et Lat. cum annotatiohibus. Den Haag 1752
- Timaei Sopbistae Lexicon vocum Platonicarum. Nunc primum edidit, atque animadversionibus illustravit. Leiden 1755; Editio secunda, multis partibus locupletior. Leiden 1789
- Oratio de Graecia, aitium ac doctrinarum inventrice. Leiden 1757
- Oratio de Doctore umbratico. Leiden 1763
- P. Rutilius Lupus de figuris sententiarum et elocutionis libri duo, recensuit et notas adiecit. Acc. Aquilae Romani, et Julii Rufiniani de eodem argumento libri. Leiden 1768
- Elogium Tib. Hemsterhusii. Leiden 1768; Editio altera auctior, cum duabus Richardi Bentleii Epistolis ad Hemsterhusium. Leiden 1789, Halle 1788
- Dissertatio de vita et scriptis Longini. Leiden 1776, Qxford 1778
- C. Velleii Paterculi quae supersunt ex historiae Romanae voluminibus duobus, cum integris animadversionibus doctorum. Leiden 1779
- Homeri Hymnus in Cererem, nunc primum editus. Leiden 1781, auch unter dem Titel: Homeri Hymnus in Cererem, nunc primum editus; accedunt duae Epistolae criticae ex editione altera, multis partibus locupletiores. Leiden 1782
- M. Anton. Mureti Opera omnia, ex MSS. aucta et emendata, cum brevi annotatione et praefatione. Leiden 1789
- Annotationes in Joh. Alberti Glossarium Hesychianum T. II; in Callimachum in Ernesti editione; in Xenophontem in. Xenophontis Memorabilum editione Ernestiana quinta. Leipzig 1773, 1778
- Vorrede zu der von ihm besorgten Ausgabe von Apuleii Metamorphoseon libri IX, cum notis variorum, in primis Francisci Oudendorpii. Leiden 1786
- Vorrede zu der Holländischen Ausgabe von I. J. G. Scheller's Lateinischen Lexicon. Leiden und Amsterdam 1799
- Scholia in Platonem; ex Codd. MSS. multarum bibliothecarum primum edidit. Leiden 1800

Moderne Ausgaben
- Elogium Tiberii Hemsterhusii auctore Davide Ruhnkenio. Ed. Helgus (= Oleg) Nikitinski. Saur, Monachii, Lipsiae, 2006 (Bibliotheca scriptorum Graecorum et Romanorum Teubneriana), ISBN 3-598-71322-3, Auszüge online.